# Лепа Нешић-Пијаде
Лепосава Лепа Нешић Пијаде (рођ. Петровић; Крушевац, 1897 — Београд, 1975) била је професор, преводилац и учесник Народноослободилачке борбе.

## Биографија
Рођена је 1897. године у Крушевцу. Основну школу и гимназију је завршила у родном месту. Потом је отишла у Београд где је студирала на Филозофском факултету.
За време студија на Београдском универзитету се 1919. године прикључила Клубу студената марксиста, а убрзо потом и Комунистичкој партији Југославије (КПЈ). Била је активна у Фонду за помоћ сиромашним студентима, као и партијској организацији на Универзитету. Такође је политички радила са женама радницама. Године 1920. се удала за историчара Владимира Нешића, једног од вођа револуционарног студентског покрета на Универзитету.
После доношења „Обзнане“, наставила је партијски рад и помагала супругу који је био задужен за рад технике Месног комитета КПЈ за Београд. Током 1924. године била је изабрана у Секретаријат секције жена Независне радничке партије Југославије (НРПЈ). Била је веома активна у раду Црвене помоћи, јер је њен муж руководио овом организацијом. Августа 1929. године, после завођења Шестојануарске диктатуре, полиција је упала у стан њеног супруга, где се налазила илегална партијска штампарија. Тада су обоје ухапшени. Пошто је њен муж Влада био убијен на саслушању и потом бачен кроз прозор, како би се смрт приказала као самоубиство, Лепа је била пуштена.
После хапшења, била је отпуштена из приватне школе у којој је радила, а после је добила државну службу, али је стално била премештана из школе у школу. Службовала је у Прилепу, Јагодини и Крушевцу. Године 1932. по налогу КПЈ отишла је у Совјетски Савез. Она се тада заједно са ћерком пријавила за одлазак на Свесловенски соколски слет, који се одржавао у Прагу и одатле се уз помоћ Црвене помоћи пребацила у Совјетски Савез.
Током боравка у Совјетском Савезу радила је као предавач на Комунистичком универзитету националних мањина Запада (КУНМЗ). Године 1937. се вратила у Југославију, где је наставила са партијским радом. Била је активна у раду Женског покрета и Удружењу незапослених професора. Маја 1939. године се венчала са Мошом Пијаде, који баш тада изашао са дугогодишње робије.
Непосредно пред почетак Другог светског рата у Југославији, 1941. године радила је у Министарству пољопривреде, где је била члан партијске ћелије. Током првих година окупације, боравила је у Београду, где је прикупљала помоћ за заточенике логора на Бањици, као и помоћ - храну, одећу, обућу, лекове и др. за партизанске одреде.
Јуна 1943. године заједно са групом партијских радника, напустила је окупирани Београд и преко Срема отишла у источну Босну, где се прикључила партизанским јединицама. Убрзо потом је стигла до Врховног штаба НОВ и ПОЈ, где је био и њен супруг. У току Народноослободилачког рата налазила се на дужностима - политичког инструктора у Пратећем батаљону Првог корпуса НОВЈ, члана технике Телеграфске агенције нове Југославије (Танјуг), техничког секретара дела Антифашистичког већа народног ослобођења Југославије (АВНОЈ) и др.
Августа 1944. године, са групом партијских активиста пребачена је у јужну Србију, где је до доласка у ослобођени Београд, октобра 1944. радила у Пропагандном одељењу Главног штаба НОВ и ПО Србије.
Удавала се два пута. Први пут за Владу Нешића, 1920. године, са којим је 1925. добила ћерку Јелену. После смрти првог супруга, 1939. године се удала за Мошу Пијаде.
Умрла је 1975. године у Београду и сахрањена је у Алеји заслужних грађана на Новом гробљу.
Носилац је Партизанске споменице 1941. и других одликовања.